# Diane Dezura
Diane Dezura (* 1. Juli 1958 in Burnaby, British Columbia als Diane Nelson) ist eine kanadische Curlerin.
Ihr internationales Debüt hatte Dezura im Jahr 2000 bei der Weltmeisterschaft in Glasgow, die sie als Weltmeisterin beendete.
Dezura gewann 2001 die kanadischen Olympic Curling Trails mit ihrem Team und vertrat Kanada bei den XIX. Olympischen Winterspielen im Curling. Sie gewann am 21. Februar 2002 mit ihrer Mannschaft die olympische Bronzemedaille nach einem 9:5-Sieg gegen die Vereinigten Staaten um Skip Kari Erickson.

## Erfolge
- Weltmeisterin 2000
- 3. Platz Olympische Winterspiele 2002